# 格格钮祜禄氏
格格钮祜禄氏或称庶妃钮祜禄氏，鑲黃旗滿洲人，果毅公、領侍衛內大臣遏必隆之女，清朝康熙帝的嫔御（福晋级格格）:278—279。

## 生平
康熙十年（1671年）六月二十一日，遏必隆派人向太皇太后布木布泰陳述道：「余之女甚是年幼，其入宮時，可否令其乳母隨入一年或三年，操持喚醒、梳頭、洗臉等事」，獲得了太皇太后的許可。當代研究學者王冕森認為此女入宮時可能比當時的適婚年齡還要小幾歲，因此她不太可能是當時已經十三歲的遏必隆次女孝昭仁皇后，亦不是康熙十九年才入宮的遏必隆三女溫僖貴妃，有可能是家譜中記載的另外三個女兒之一，即長女巴林蒙古王扎什之福晉、四女清太宗之孫不入八分輔國公雲升之繼妻、五女鑲白旗蒙古一等子阿玉什之妻，亦或是家譜漏記的女兒，例如清太祖長子廣略貝勒褚英之玄孫奉恩輔國公普昌之嫡夫人:236、279。同年六月二十三日，鈕祜祿氏，以及正黃旗左都御史明珠家、正白旗瓦爾達侍衛家、鑲紅旗參領華善家、鑲紅旗原任總兵官佟國璽家、正藍旗六品官李顯宗家的格格，在三位或四位家中女僕的陪同下，入住東六宮之鍾粹宮，獲得與儲秀宮蒙古格格扎魯特博爾濟吉特氏相同的福晉級待遇，位分等級高於烏拉納喇氏等四位當時在康熙帝位下的小福晉級庶妃，受到宮廷的相當重視，有可能是康熙帝後宮高級主位的候選人:278-279。
康熙十六年（1677年）五月二十四日，康熙帝決定對其後宮主位進行第一批的正式冊封，六位格格之中，只有李氏和王佳氏被冊封為嬪位，其餘四位格格並未被冊封。目前僅知佟氏奉旨退出宮中，回到娘家，而鈕祜祿氏與另外兩位格格則再無任何記載，未知是否回到娘家:278—279。根據《口奏綠頭牌白本檔案》的記載，康熙十六年六月初，後宮中除皇后鈕祜祿氏、貴妃佟氏、李氏等七位嬪之外，還有四位貴格格（貴人），其中一位貴格格享嬪級待遇，而此人即為日後的宣妃博爾濟吉特氏。若格格鈕祜祿氏並非孝昭皇后且此時仍在宮中，其位份等級及所享待遇必定低於福晉級（妃級），最高僅為貴格格級。

## 家世
康熙帝庶妃鈕祜祿氏出自索和濟巴顏系鈕祜祿氏，是皇太極元妃的親侄女。她的父親遏必隆是弘毅公額亦都的幼子，在清初幼子繼承的習慣下，成為弘毅公家族的大宗嫡流。在康熙帝即位之前，遏必隆已為一等公爵，並擔任議政大臣、領侍衛內大臣，位極人臣，後來在康熙十二年病故:235。
根據《開國佐運功臣弘毅公家譜》的記載，遏必隆先後有四位妻妾。第一位是努爾哈赤第十二子和碩英親王阿濟格的第一女郡主，這位郡主在天聰九年正月嫁與遏必隆為妻，在崇德八年正月病故。第二位是和碩穎毅親王薩哈璘之女，可能在康熙六年病故。第三位是正白旗滿洲巴雅拉氏，而第四位則是舒舒覺羅氏，一般認為是側室。這四位妻妾共為遏必隆生育七子五女:235-236。
遏必隆的兒子大多官居高位，例如第三子法喀娶孝誠仁皇后胞妹赫舍里氏為繼妻，承襲一等公爵位、世管佐領，仕至內大臣；四子彥珠娶孝懿仁皇后胞妹佟佳氏為妻，承襲世管佐領，仕至頭等侍衛；五子富保娶首位旗人狀元總督麻勒吉之女瓜爾佳氏為妻，承襲世管佐領，仕至三等侍衛；六子音德娶總督董維國之女為妻，承襲一等公爵位、世管佐領，仕至領侍衛內大臣；七子阿靈阿娶孝恭仁皇后胞妹烏雅氏為妻，承襲一等公爵位、世管佐領，仕至領侍衛內大臣、理藩院尚書。由此可見，其家族之門第以及與皇室錯綜複雜的血緣關係:236。